# Christopher Atkins
Christopher Atkins Bomann (Rye, Nueva York, 21 de febrero de 1961) es un actor, empresario y exmúsico estadounidense que realizó su debut y obtuvo reconocimiento por la película The Blue Lagoon y también como Peter Richards en Dallas (1983-1984).

## Carrera
Sus padres fueron Donald Bomann y Bitsy Nebauer. En sus años de secundaria, fue un salvavidas e instructor de navegación; esto permitió que un agente le conociera, y le instara a visitar las audiciones para The Blue Lagoon (1980) ―la cual protagonizó junto a Brooke Shields―.
Después formó parte del elenco principal de la película The Pirate Movie (1982) junto con Kristy McNichol, y el mismo año apareció desnudo en una edición de la revista Play Girl. A propósito de su papel en The Pirate Movie, dijo:

¿Qué quieren decir? ¿Que cuando consigo un trabajo donde no tengo que usar un taparrabos, debo usar un traje de baño? ¿Tendré alguna vez un papel donde no tenga que estar sin camiseta?
Chistopher Atkins

Protagonizó la película A Night in Heaven (1983) junto con Lesley Ann Warren. Entre 1983 y 1984 actuó en varios episodios de la serie de televisión Dallas. También actuó en la película It's My Party (1996).

## Vida privada
Se casó en 1985 con la actriz Lynne Barron, de quien se divorció en 2007. Con ella tuvo dos hijos, Grant y Brittney Bomann ―nacidos en 1985 y 1987 respectivamente―, quien es actriz. Es dueño de una compañía dedicada al deporte, y creó su propio señuelo de pesca.

## Filmografía

### Películas
| Cine | Cine                                                 | Cine                           | Cine                                                             |
| Año  | Película                                             | Personaje                      | Notas                                                            |
| ---- | ---------------------------------------------------- | ------------------------------ | ---------------------------------------------------------------- |
| 1980 | The Blue Lagoon                                      | Richard Lestrange              |                                                                  |
| 1981 | Sekai meisaku dôwa: Hakuchô no mizûmi                | Príncipe Siegfried             | Voz.                                                             |
| 1981 | Child Bride of Short Creek                           | Isaac King                     |                                                                  |
| 1982 | The Pirate Movie                                     | Frederic                       |                                                                  |
| 1983 | A Night in Heaven                                    | Rick Monroe (Ricky The Rocket) |                                                                  |
| 1985 | Secret Weapons                                       | Allen Collier                  |                                                                  |
| 1987 | El ataque de los pájaros                             | Peter                          |                                                                  |
| 1988 | Mortuary Academy                                     | Max Grimm                      |                                                                  |
| 1989 | Listen To Me                                         | Bruce Arlington                | Película escrita y dirigida por el guionista de The Blue Lagoon. |
| 1990 | Fatal Charm                                          | Adam Brenner                   |                                                                  |
| 1990 | Shakma                                               | Sam                            |                                                                  |
| 1991 | Extralarge: Miami Killer                             | Blake                          |                                                                  |
| 1991 | King's Ramson                                        | Spence                         |                                                                  |
| 1992 | Wet and Wild Summer!                                 | Bobby McCain                   |                                                                  |
| 1993 | Die Watching                                         | Michael Terrence               |                                                                  |
| 1993 | Dracula Rising                                       | Vlad                           |                                                                  |
| 1993 | ¡Dispara!                                            | Spence                         |                                                                  |
| 1994 | Signal One                                           | Martin Bullet                  |                                                                  |
| 1994 | Guns of Honor                                        | Dusty Fog                      |                                                                  |
| 1994 | Trigger Fast                                         | Dusty Fog                      |                                                                  |
| 1994 | Bandit: Bandit Goes Country                          | Johnny Bruce                   |                                                                  |
| 1995 | Smoke n' Lightning                                   | Lightnin'                      |                                                                  |
| 1995 | Project Shadowchaser III                             | Snake                          |                                                                  |
| 1996 | Red Shoe Diaries 13: Four on the Floor               |                                | Segmento «Four on the Floor».                                    |
| 1996 | It's My Party (Fiesta de despedida/La última fiesta) | Jack Allen                     | Del director de The Blue Lagoon.                                 |
| 1996 | Dead Man's Island                                    | Roger Prescott                 |                                                                  |
| 1996 | Angel Flight Down                                    | Jack Bahr                      |                                                                  |
| 1997 | Mutual Needs                                         | Andrew                         |                                                                  |
| 1998 | Lima: Breaking the Silence                           | Jeff                           |                                                                  |
| 1998 | The Little Unicorn                                   | PC Sid Edwards                 |                                                                  |
| 1999 | Deadly Delusions                                     | Sam Gitlin                     |                                                                  |
| 2000 | Stageghost                                           | Matthew Bronson                |                                                                  |
| 2000 | Civility                                             | Alfred Russo                   |                                                                  |
| 2001 | Title to Murder                                      | Paul Shaughnessy               |                                                                  |
| 2002 | Tequila Express                                      | David Manning                  |                                                                  |
| 2002 | The Color of Water                                   | Clay                           |                                                                  |
| 2002 | The Stoneman                                         | Kip Hollings                   | Junto a Pat Morita.                                              |
| 2002 | The Employee of the Month                            | Bill                           |                                                                  |
| 2002 | 13th Child                                           | Ron                            |                                                                  |
| 2002 | Mascotas al ataque                                   | -                              | Guionista.                                                       |
| 2003 | True Legends of the West                             | Theodore Sutherland            |                                                                  |
| 2003 | Quigley                                              | Woodward                       |                                                                  |
| 2003 | The Librarians                                       | Ringo                          |                                                                  |
| 2006 | Payback                                              | Sean Walker                    |                                                                  |
| 2006 | Caved In                                             | John Palmer                    |                                                                  |
| 2007 | The Unlikely's                                       | Daniel Jacobsen                |                                                                  |
| 2007 | Spiritual Warriors                                   | Rey de Esparta                 |                                                                  |
| 2008 | Blind Ambition                                       | Wild Bill                      |                                                                  |
| 2008 | Chinaman’s Chance: America’s Other Slaves            | Jacob                          |                                                                  |
| 2008 | 100 Million BC                                       | Erik Reno                      |                                                                  |
| 2009 | Forget Me Not                                        | Sr. Channing                   |                                                                  |
| 2010 | Exodus Fall                                          | Wayne Minor                    |                                                                  |
| 2010 | Stained Glass Windows                                | Detective Marshall             |                                                                  |
| 2010 | Serpent Rising                                       | Daniel Dodd                    |                                                                  |
| 2010 | Amy                                                  | Chris                          |                                                                  |
| 2010 | Gathering of Heroes: Legend of the Seven Swords      | Garrik Grayraven               |                                                                  |
| 2011 | The Hard Ride                                        | George Custer                  |                                                                  |
| 2012 | Blue Lagoon: The Awakening                           | Mr. Christiansen               |                                                                  |
| 2015 | The Sparrows: Nesting                                | Mike Sparrow                   |                                                                  |

### Series de televisión
| Series de televisión | Series de televisión | Series de televisión | Series de televisión                           |
| Año                  | Programa             | Personaje            | Notas                                          |
| -------------------- | -------------------- | -------------------- | ---------------------------------------------- |
| 1983-1984            | Dallas               | Peter Richards       | 27 episodios (casi toda la séptima temporada). |
| 1985                 | Hotel                | Jason Fielding       | 1 episodio: Echoes.                            |
| 1994                 | Red Shoe Diaries     |                      | 1 episodio: Four on the Floor.                 |
| 1996                 | Silk Stalkings       | Chance Reynolds      | 1 episodio: Compulsion.                        |
| 1999                 | Suddenly Susan       | Tony                 | 1 episodio: Sometimes You Feel Like a Nut.     |
| 2001                 | Dark Realm           | Jack Anderson        | 1 episodio: Emma's Boy.                        |

## Retratos más actuales del actor

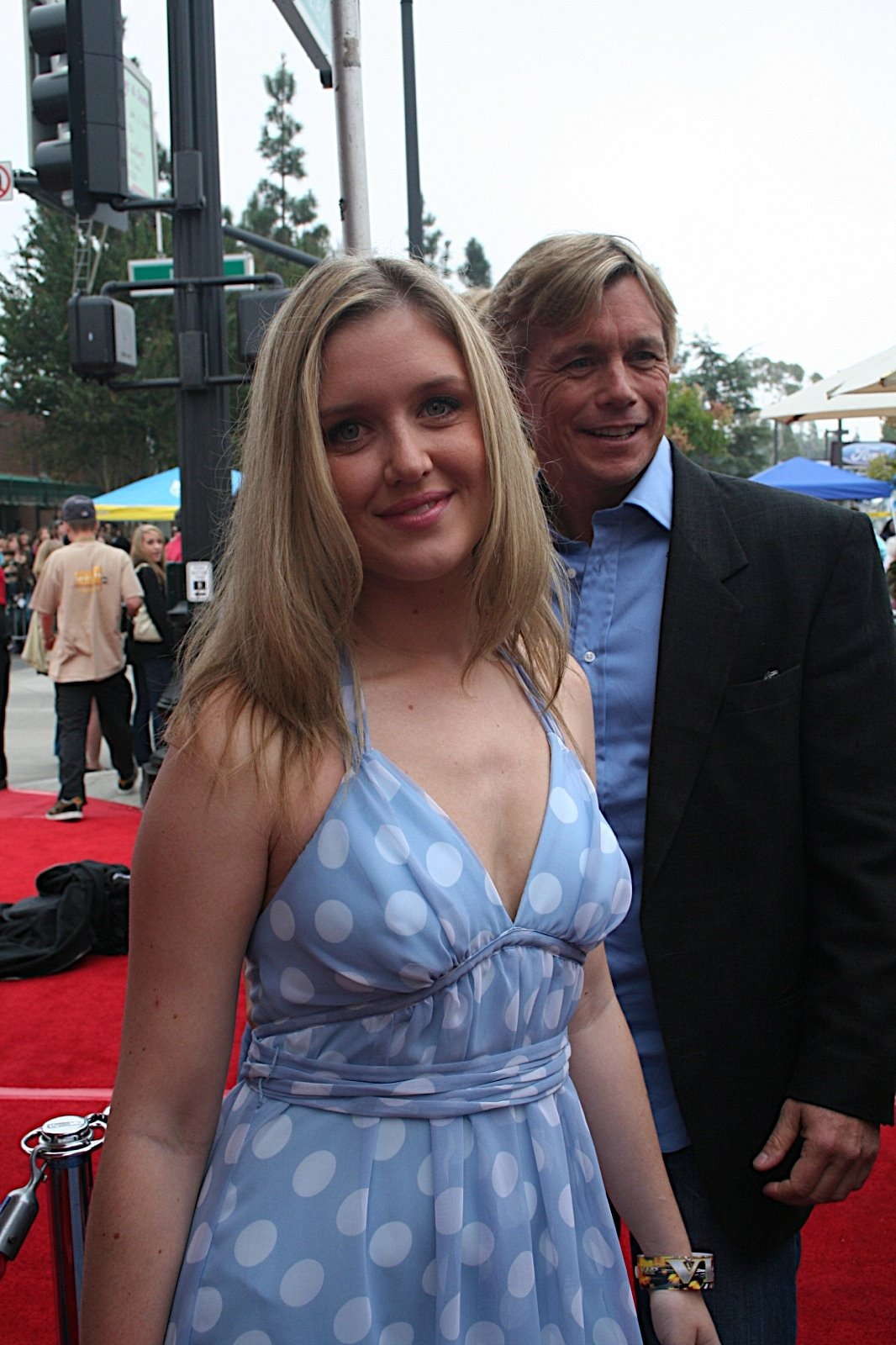
Atkins acompañando a su hija, Brittney Bomann, quien también ejerce la actuación (2008).
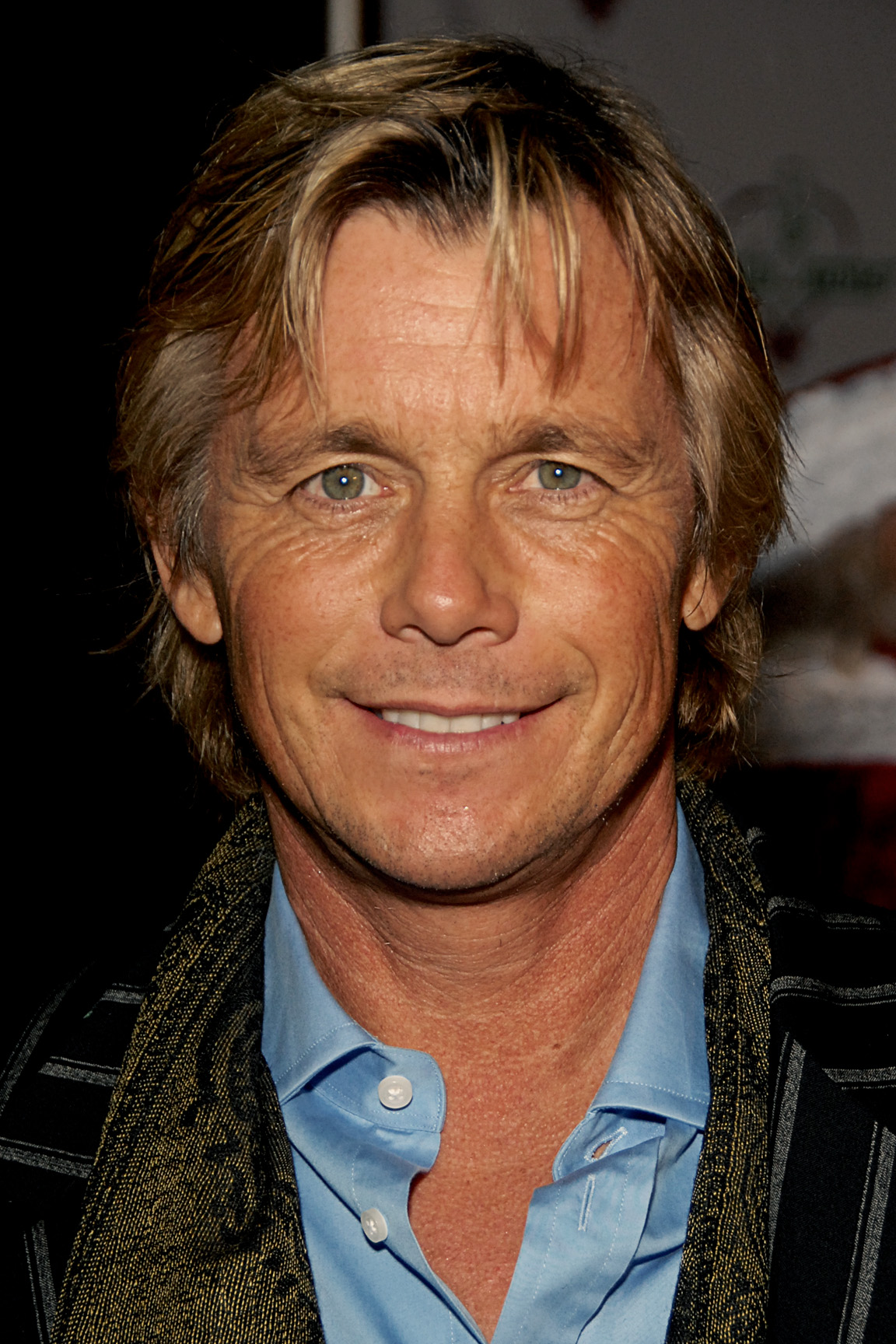
Atkins en la fiesta «Bench Warmer Holiday» (2009).
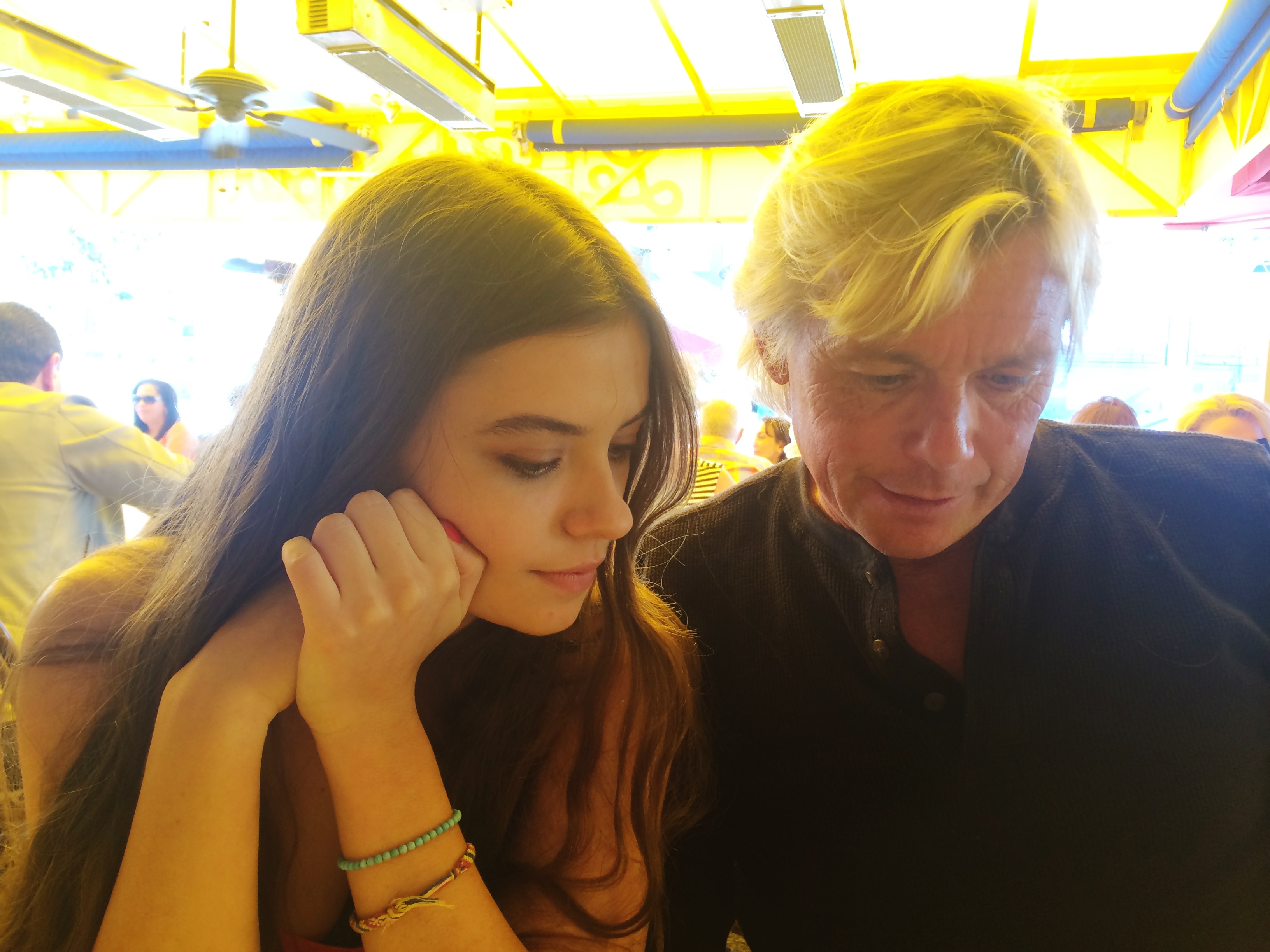
Atkins junto la actriz Bonnie Ferguson en Los Ángeles (2014).